# Tribu de Zebulon
La tribu de Zébulon ou Bnei Zvulun (en hébreu : זְבוּלֻן / זְבוּלֹן ) est l'une des douze tribus d'Israël. Elle descend de Zébulon, fils de Jacob et de Léa. 
Le territoire de la tribu de Zébulon s'étendait au nord de la Judée Samarie et comprenait la région où, d'après le Nouveau Testament, grandit Jésus.
D'après la tradition juive, les tribus de Zébulon et Issacar ont développé une relation de symbiose, dans le sens où les membres de la tribu d'Issacar dédient leur temps à l'étude et à l'enseignement de la Torah, tandis que les descendants de Zébulon travaillent pour les deux tribus. Ainsi, les uns partagent le mérite de l'étude tandis que les autres partagent les fruits de leur travail. Après trois mllénaires, cette image d’« Issacar et Zébulon » continue d'être utilisée dans les temps modernes, notamment dans la société israélienne où les Haredi dédient leur vie à l'étude en recevant des aides financières de l'État.

## Effectifs de la tribu de Zébulon
Deux ans après la sortie d'Égypte, Moïse effectue un premier recensement et les descendants de Zébulon sont au nombre de 57 400. Les descendants de Zébulon forment une armée de 57 400 hommes.
Après la révolte de Coré, Dathan et Abiron, Moïse effectue un second recensement et les descendants de Zébulon sont au nombre de 60 500.
L'archéologue Donald Bruce Redford estime que les nombres donnés dans la Bible sont peu crédibles dans la mesure où ils sont trop grands.

## Territoire de la tribu de Zébulon
Le territoire de la tribu de Zébulon est décrit dans le Livre de Josué.
- Leur territoire s'étend à partir du village de Sarid, situé sur la bordure nord de la vallée de Jezréel, à côté de Migdal-HaEmek.
- Leur frontière se dirige à l'ouest vers le village de Maréal (Maralah) situé sur une butte au-dessus du torrent Kishon, en face de la ville de Yoqneam située sur la passe sud-est du mont Carmel (une de leurs villes attribuée comme ville lévitique aux Merarites).
- Leur frontière à partir de la ville de Sarid va vers l'est en direction de Kisleth vers pied du mont Tabor puis en direction de Daburia, Daberath (en) ou Daburiyya, ville appartenant à la tribu d'Issacar qui devient une ville lévitique attribuée aux Guershonites[6],[7]) et la limite tribale monte la colline jusqu'à la ville de Yaphia (Yafa, Yafia).
- Leur frontière est continue vers le nord en direction de Gath-Hépher (en) (Mashhad, Kafr Cana), ville de Jonas un des douze petits prophètes[8], de Eth-Qatsîn, de Rimmôn (Beit Rimon) et enfin de Néa (vallée de Beit Netofa).
- Leur frontière nord contourne Hanaton par le nord pour aboutir à la vallée de Yiptah-El qui marque la frontière avec le tribu d'Asher.
- Leur frontière ouest passe par Qattah, Nahalal (une de leurs villes attribuée comme ville lévitique aux Merarites), Shimeôn, Yidala et Bethléem de Galilée (où se trouve la sépulture du juge d'Israël Ibtsan[9]).

Quatre de leurs villes deviennent des villes lévitiques attribuées aux Merarites : Yoqneam, Qarta (en), Dimnah, Nahalal.
Les descendants de Zébulon ne chassent pas les habitants de deux de leurs villes de leur territoire : Qitrôn (Qattah?) et Nahalal (une de leurs villes attribuée comme ville lévitique aux Merarites).
Pour Kenneth Anderson Kitchen, ces listes ne sont pas fiables.

## Disparition de la tribu de Zébulon
En 1982, la découverte de l'épave d'Uluburun, datant de la fin du XIVe siècle avant notre ère, apporte de précieuses informations sur la vitalité de la tribu de Zébulon à cette époque, peu après son installation, comme le confirme la présence de jarres cananéennes contenant de la résine de térébenthine.
À partir du Xe siècle av. J.-C., la tribu de Zébulon est l'une des composantes du le royaume du Nord, un des deux royaumes israélites après le schisme politique et religieux provoqué par le roi Jéroboam Ier.
Le Royaume d'Israël est détruit par l'Assyrie qui s'empare de la ville de Samarie en -722 et déporte une partie de la population du royaume. La tribu de Zébulon est alors considérée comme une des dix tribus perdues.

## Membres de la tribu de Zébulon
- Éliab, le fils de Hélôn, est un chef de la tribu de Zébulon lors de l'Exode hors d'Égypte[17],[18],[19],[20].
- Gaddiël, le fils de Sodi, qui est envoyé en éclaireur au pays de Canaan avant sa conquête, appartient à la tribu de Zébulon[21].
- Élitsaphân, le fils de Parnak, est un chef de la tribu de Zébulon lors du partage du pays de Canaan[22].
- Elon, juge d'Israël est un membre de la tribu de Zébulon[23].

## Symboles de la tribu de Zébulon
Le symbole de la tribu de Zébulon est un bateau. Zébulon est le 10e fils d'Israël.
La pierre précieuse associée à Zébulon sur le pectoral du grand prêtre est une chrysolithe de couleur vert-jaune (Exode 28:20).

Emblème des Bnei Zvulun navigateurs, commerçants et mécènes
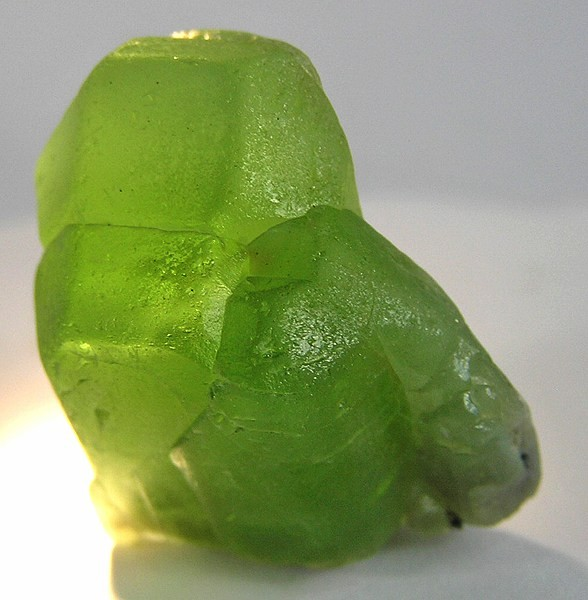
Chrysolithe, symbole de vie éternelle et dans l'au-delà